# Vånå
Vånå (finsk: Vanaja, svensk Vånå) var en kommune i Egentliga Tavastlands landskab i Södra Finlands län. Arealet var 257,9 km² og indbyggertallet var 3.134. Vånå var ensproget finsk og blev en del af Tavastehus, Hattula, Janakkala og Rengo i 1967. Kommunens nabokommuner var Hauho, Janakkala, Lampis, Rengo og Tulois.
Vånå sogn nævnes første gang i år 1329, men dens oprindelse kan med sikkerhed henføres til midten af 1200-tallet. Vånå stenkirke stammer fra middelalderen. Bygningen blev opført mellem 1495 og 1510.

## Yderligere læsning
- Atlas de Finlande, Société de Géographie de Finlande, Helsingfors 1910
- Suvanto, Seppo; Vanajan historia I, Vånå 1976
- Kerkkonen, Gunvor; De danska korstågens hamnar i Finland, Historiska och litteraturhistoriska studier 27–28, 1952

61°00′N 24°28′Ø / 61°N 24.47°Ø